# Calebe (futebolista)
Calebe Gonçalves Ferreira da Silva, mais conhecido como Calebe (Monte Azul Paulista, 30 de abril de 2000), é um futebolista brasileiro que atua como meia-atacante. Atualmente, joga no Deportivo Alavés, emprestado pelo Fortaleza.

## Carreira

### Antecedentes
Nascido em Monte Azul Paulista, São Paulo, Calebe começou sua carreira nas categorias de base do Monte Azul. Depois, passou pelas categorias de base da Inter de Bebedouro e do São Paulo, aonde integrou a equipe que venceu o Campeonato Brasileiro Sub-23 de 2018.
Em 2019, Calebe ingressou no Atlético Mineiro por empréstimo até fevereiro de 2021 com uma opção de compra. Nos primeiros anos no clube, ele venceu o Campeonato Mineiro Sub-20 de 2019 e teve atuações consideradas elogiáveis na Copa São Paulo de Futebol Júnior de 2020.

### Atlético Mineiro
Em 2 de setembro de 2020, Calebe foi promovido à equipe principal do Atlético Mineiro pelo treinador Jorge Sampaoli. Ele fez sua estreia profissional no dia 2 de novembro, entrando como substituto em uma derrota fora de casa por 3–0 para o Palmeiras, pelo Campeonato Brasileiro. Seu primeiro gol profissional aconteceu em 7 de março de 2021, em uma vitória por 4–0 sobre o Uberlândia, pelo Campeonato Mineiro.
Em 1 de março de 2021, o Atlético Mineiro exerceu o direito de compra dos direitos de Calebe, que assinou um contrato de três anos em definitivo com o clube. Cujo contrato definitivo com o clube foi oficializado no BID da CBF apenas no dia 29 de junho. Em 1 de outubro, Calebe prorrogou o seu contrato com o clube até dezembro de 2024.

### Fortaleza
Após ficar sem espaço no Atlético Mineiro, o Fortaleza anunciou a contratação de Calebe no dia 8 de fevereiro de 2023, com um contrato válido até dezembro de 2026. O clube adquiriu 50% dos direitos econômicos do atleta por R$ 6 milhões após acordo de compra. É o mesmo valor por Renato Kayzer, anteriormente, sendo uma das maiores compras do clube.
A estreia de Calebe pelo Fortaleza aconteceu no dia 17 de fevereiro de 2023, na partida contra o CSA, válido pela Copa do Nordeste, cujo terminou com vitória do Leão do Pici por 3–0. Ele entrou na partida como titular, sendo substituído por Guilherme em seguida. Calebe marcou seu primeiro gol pelo clube no dia 19 de março, em uma vitória sobre o rival Ferroviário por 4–0, pelo Campeonato Cearense.

## Estatísticas
Atualizado até 1 de dezembro de 2024.

### Clubes
| Equipe            | Temporada         | Campeonato nacional | Campeonato nacional | Campeonato nacional | Copa nacional[a] | Copa nacional[a] | Copa nacional[a] | Competições continentais[b] | Competições continentais[b] | Competições continentais[b] | Outros torneios[c] | Outros torneios[c] | Outros torneios[c] | Total | Total | Total   |
| Equipe            | Temporada         | Jogos               | Gols                | Assist.             | Jogos            | Gols             | Assist.          | Jogos                       | Gols                        | Assist.                     | Jogos              | Gols               | Assist.            | Jogos | Gols  | Assist. |
| ----------------- | ----------------- | ------------------- | ------------------- | ------------------- | ---------------- | ---------------- | ---------------- | --------------------------- | --------------------------- | --------------------------- | ------------------ | ------------------ | ------------------ | ----- | ----- | ------- |
| Atlético Mineiro  | 2020              | 11                  | 0                   | 0                   | —                | —                | —                | —                           | —                           | —                           | 0                  | 0                  | 0                  | 11    | 0     | 0       |
| Atlético Mineiro  | 2021              | 14                  | 0                   | 3                   | 3                | 0                | 0                | 2                           | 0                           | 0                           | 5                  | 1                  | 3                  | 24    | 1     | 6       |
| Atlético Mineiro  | 2022              | 13                  | 0                   | 0                   | 3                | 0                | 0                | 5                           | 0                           | 0                           | 6                  | 1                  | 0                  | 27    | 1     | 0       |
| Atlético Mineiro  | 2023              | —                   | —                   | —                   | —                | —                | —                | —                           | —                           | —                           | 3                  | 0                  | 0                  | 3     | 0     | 0       |
| Atlético Mineiro  | Total             | 38                  | 0                   | 3                   | 6                | 0                | 0                | 7                           | 0                           | 0                           | 14                 | 2                  | 3                  | 65    | 2     | 6       |
| Fortaleza         | 2023              | 29                  | 2                   | 5                   | 3                | 0                | 1                | 13                          | 1                           | 2                           | 10                 | 3                  | 1                  | 55    | 6     | 9       |
| Fortaleza         | 2024              | 7                   | 0                   | 0                   | 1                | 0                | 0                | 1                           | 0                           | 0                           | 9                  | 2                  | 0                  | 18    | 2     | 0       |
| Fortaleza         | Total             | 36                  | 2                   | 5                   | 4                | 0                | 1                | 14                          | 1                           | 2                           | 19                 | 5                  | 1                  | 73    | 8     | 9       |
| Total na carreira | Total na carreira | 74                  | 2                   | 8                   | 10               | 0                | 1                | 21                          | 1                           | 2                           | 23                 | 7                  | 4                  | 138   | 10    | 15      |

- a. ^ Jogos da Copa do Brasil
- b. ^ Jogos da Copa Libertadores da América e da Copa Sul-Americana
- c. ^ Jogos do Campeonato Mineiro, da Copa do Nordeste e do Campeonato Cearense

## Títulos
Atlético Mineiro
- Campeonato Mineiro: 2020, 2021 e 2022[carece de fontes?]
- Campeonato Brasileiro: 2021[carece de fontes?]
- Copa do Brasil: 2021[carece de fontes?]
- Supercopa do Brasil: 2022[carece de fontes?]

Fortaleza
- Campeonato Cearense: 2023[carece de fontes?]
- Copa do Nordeste: 2024[carece de fontes?]